# Teksas

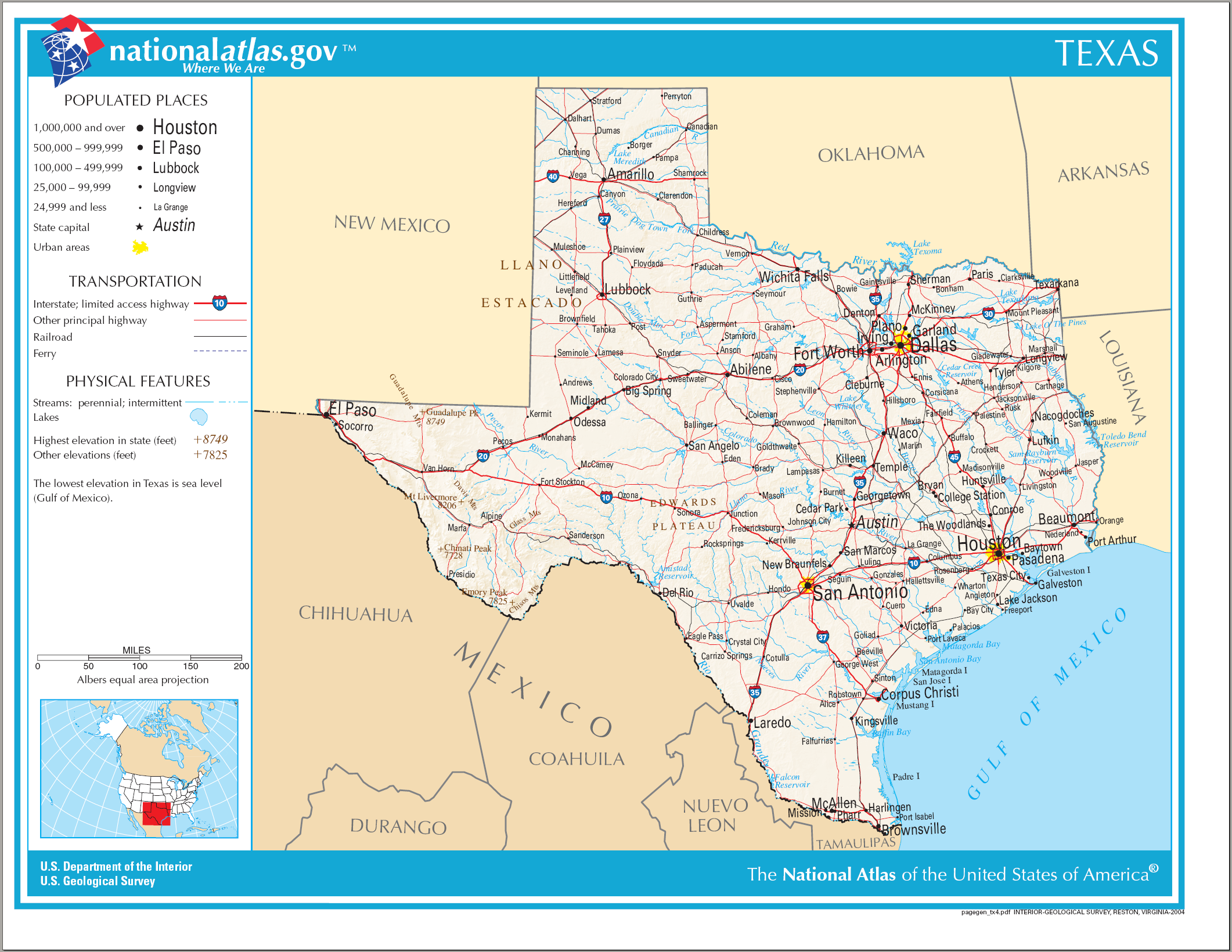
Mapa stanu

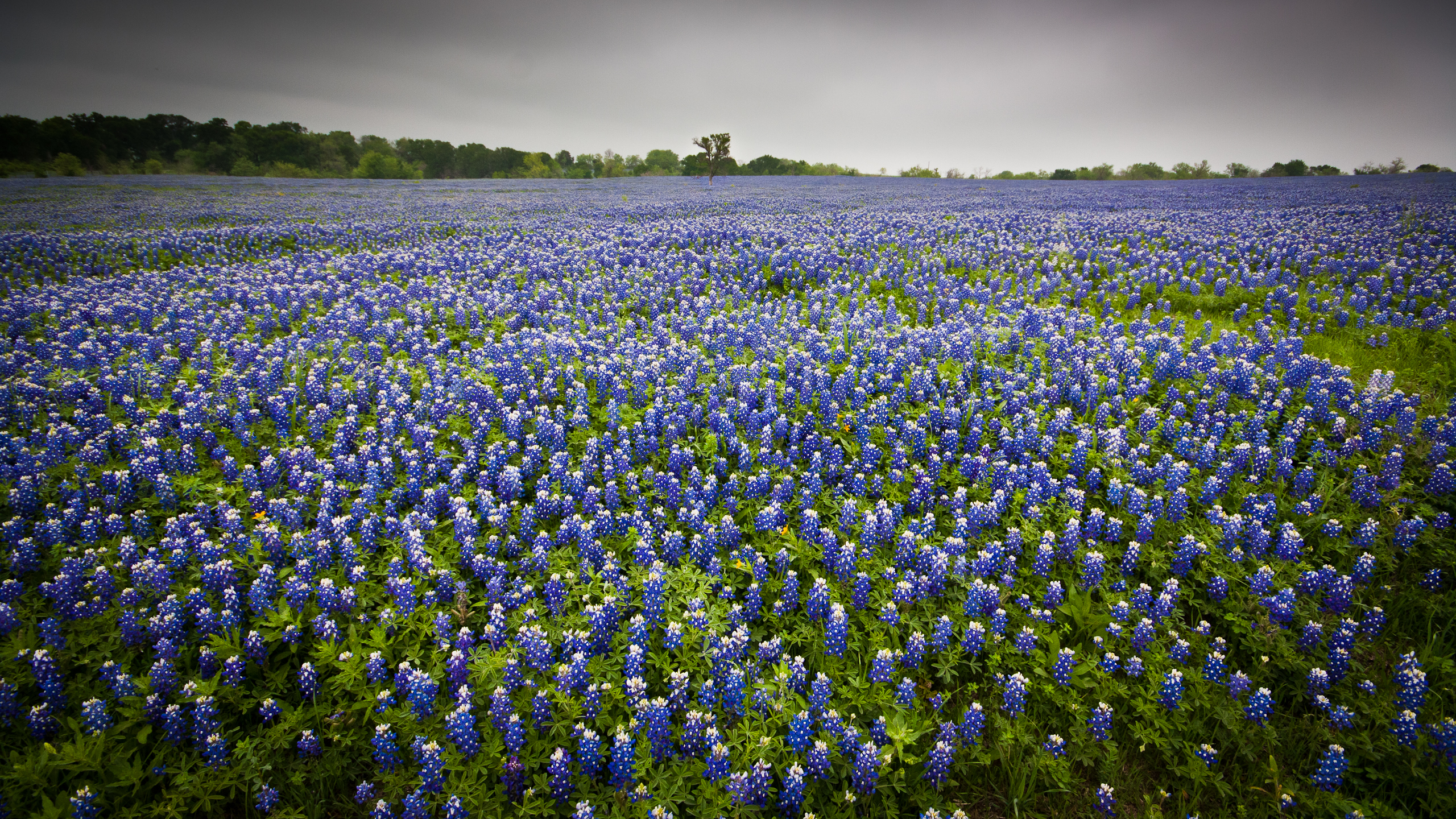
Pole łubinu teksańskiego w pobliżu Dallas, od 1901 roku kwiat jest jednym z symboli Teksasu

Teksas (ang. Texas, wymowa:/ˈtɛksəs/ⓘ) – stan w południowej części Stanów Zjednoczonych, drugi pod względem powierzchni (po Alasce) i pod względem ludności (po Kalifornii).
Położony na wybrzeżu Zatoki Meksykańskiej, sąsiadujący ze stanami Luizjana i Arkansas na wschodzie, stanem Oklahoma na północy i Nowym Meksykiem na zachodzie. Na południowym zachodzie długa granica z Meksykiem (2 tys. km), którą wyznacza rzeka Rio Grande. Obszar w większości wyżynny (Wielkie Równiny), w części południowo-zachodniej niewielkie obszary górzyste, w części południowo-wschodniej Nizina Zatokowa.
W 2022 roku stan Teksas osiągnął 30 milionów mieszkańców, oraz należy do najszybciej rozwijających się i najbardziej zyskujących na populacji stanów w kraju. Nieco ponad połowa populacji stanu skupiona jest w obszarach metropolitalnych Dallas–Fort Worth (8,1 mln mieszk.) i Houston (7,5 mln mieszk.), 4. i 5. co do wielkości aglomeracji w Stanach Zjednoczonych. Stolicą stanu jest Austin.
Teksas jest jednym z głównych ośrodków amerykańskiego rolnictwa, hodowli, przemysłu naftowo-gazowego, chemicznego, lotniczego, oraz obronnego, instytucji finansowych i technologicznych, a także edukacji. Baza przemysłowa Teksasu przyciągnęła w ostatnich dziesięcioleciach wiele firm i pracowników ze względu na łagodne regulacje i niskie podatki – jest to jeden z nielicznych stanów bez podatku dochodowego od osób fizycznych.
Przydomek „Stan Samotnej Gwiazdy” (The Lone Star State) nawiązuje do samotnej gwiazdy na fladze Teksasu, przyjętej po uzyskaniu niepodległości od Meksyku, w 1836 roku. Pojedyncza złota gwiazda na niebieskim tle przedstawia dawny status niezależnej republiki i jest przypomnieniem walki stanu o niepodległość. Można ją znaleźć na fladze i pieczęci stanu Teksas.

## Historia
- 1519 – Alonso Alvarez de Pineda wylądował na wybrzeżu Teksasu, ogłaszając ten teren posiadłością hiszpańską.
- 1821 – po uzyskaniu przez Meksyk niepodległości, Teksas stał się jego prowincją.
- lata 1820–1830 – w Teksasie osiedliło się 12 tys. Amerykanów, z których większość pochodziło ze stanów niewolniczych. Rząd meksykański przyznał osadnikom dużą autonomię lokalną. W 1824 wraz ze Stephenem F. Austinem(inne języki) i jego anglosaskimi osadnikami przybyła pewna liczba zniewolonych Afroamerykanów[7].
- 1829 – rząd meksykański wprowadził na terenie całego państwa zakaz niewolnictwa i zakaz dalszej emigracji ze Stanów Zjednoczonych do Meksyku. Stosunki między Teksańczykami a Meksykanami zaczęły się pogarszać.
- 2 marca 1836 – Teksańczycy ogłosili powstanie Republiki Teksasu. Armia meksykańska zaatakowała w celu stłumienia rebelii, doszło do owianej później legendą bitwy o Alamo.
- 21 kwietnia 1836 – meksykańska armia została pokonana w bitwie nad rzeką San Jacinto przez mniejsze liczebnie oddziały teksańskie dowodzone przez generała Sama Houstona.
- 1836 – Teksas stał się oficjalnie republiką. Sam Houston został prezydentem. Na terenie nowo powstałej republiki zalegalizowane zostało niewolnictwo.
- 1 marca 1845 – prezydent John Tyler podpisał rezolucję o aneksji Teksasu przez Stany Zjednoczone.
- 4 lipca 1845 – Teksas ratyfikował akt o aneksji.
- 29 grudnia 1845 – Teksas został przyjęty do Unii jako 28. stan.
- 1846 – wybuchła wojna amerykańsko-meksykańska.
- 2 lutego 1848 – pomiędzy Meksykiem a Stanami Zjednoczonymi zostaje podpisany traktat w Guadalupe Hidalgo, na mocy którego Meksyk uznawał m.in. amerykańskie prawo do Teksasu. Zachodnia granica stanu została przesunięta z rzeki Nueces na rzekę Rio Grande.
- W latach 1845–1860 liczba ludności afroamerykańskiej wzrosła z 30 tys. do 182,6 tys.[7]
- W roku 1861, gdy kolejne stany południowe występowały z Unii, również i Teksas z niej wystąpił.
- lata 80. XIX wieku – na krótko utworzono partię prohibicji wspieraną przez pastorów baptystów i metodystów[8].
- Era bawełny, bydła i kolei pod koniec XIX wieku była okresem ogromnego wzrostu gospodarczego dla Teksasu[9].
- Do roku 1900 liczba ludności przekroczyła 3 miliony, z czego 15% zamieszkiwało obszary miejskie, 20% stanowili Afroamerykanie, 5% to były osoby pochodzenia hiszpańskiego i 2% meksykańskiego[8].
- 10 stycznia 1901 – odkrycie pola naftowego w Spindletop(inne języki) rozpoczyna boom naftowy w Teksasie[10].

## Geografia

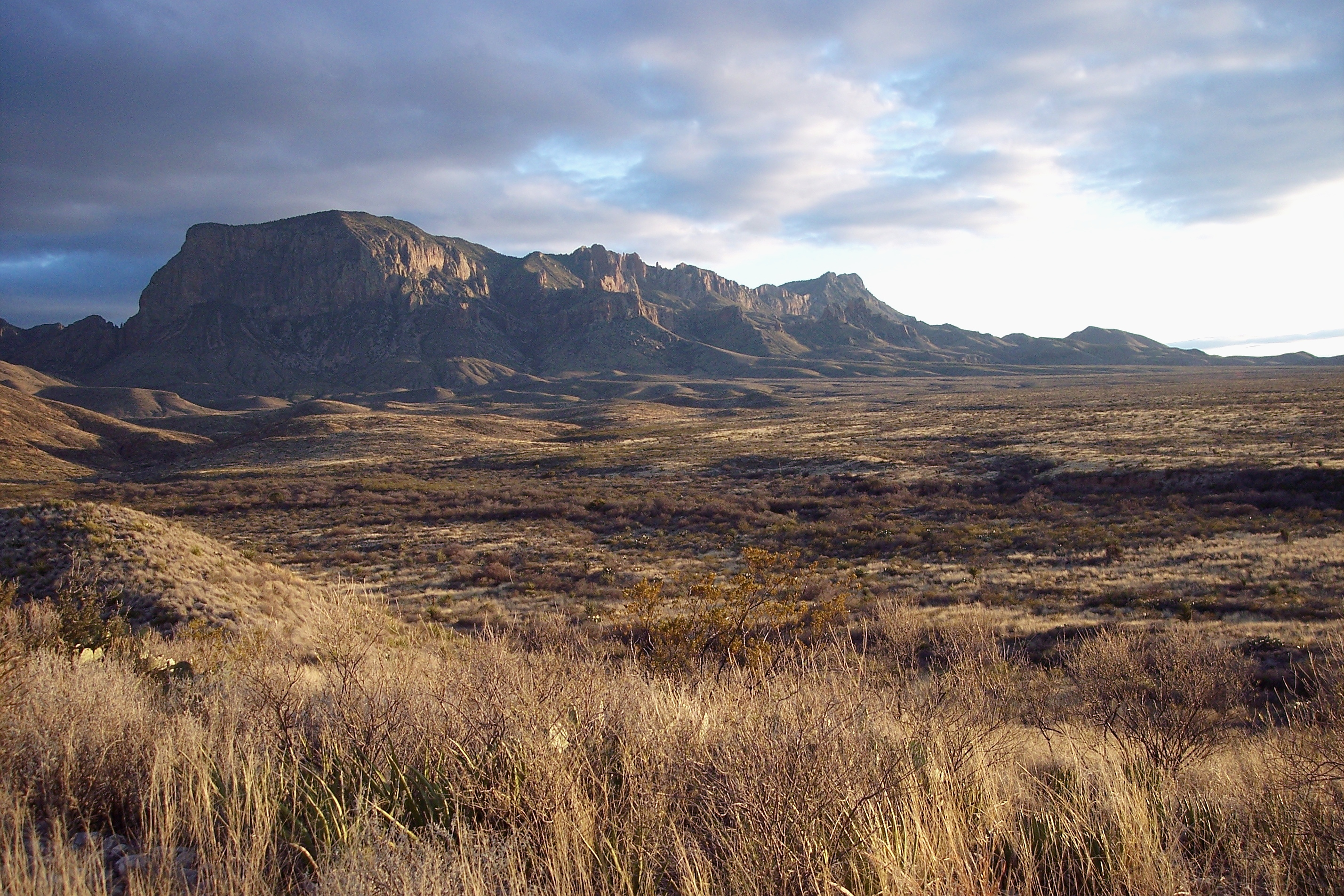
Pustynia Chihuahua

Ukształtowanie powierzchni przeważnie równinne i wyżynne, w środkowej części rozległa Wyżyna Edwardsa i na północnym zachodzie Wysokie Równiny (w tym płaskowyż Llano Estacado) – oba regiony należące do Wielkich Równin; na południowym wschodzie Nizina Zatokowa; na południowym zachodzie skrawek Gór Skalistych, z najwyższym szczytem Guadalupe Peak, 2667 m n.p.m. Najwyższe szczyty Teksasu znajdują się w paśmie Guadalupe. Około 12% powierzchni Teksasu, głównie w południowo-zachodniej części stanu, to pustynia. Wschodni Teksas, to przede wszystkim gęsty las sosnowy, o nazwie Piney Woods. Region ten jest częścią znacznie większego obszaru lasów sosnowo-liściastych, który rozciąga się na sąsiednie stany.
Klimat podzwrotnikowy, na wschodzie, zwłaszcza na wybrzeżach Zatoki Meksykańskiej, dość wilgotny (w Houston średni opad ok. 1100 mm), na zach. i płn. suchy (w El Paso poniżej 200 mm); średnia temperatura w styczniu od 0 °C na północy do 15 °C na południu, lipcu 25–29 °C. Główne rzeki: Rio Grande (z dopływem Pecos), Colorado, Brazos, Trinity, Red River (dopływ Missisipi). W świecie roślinnym dominują prerie: na południowym zachodzie roślinność półpustynna, na północnym wschodzie lasy dębowo-hikorowe, w dolinie Rio Grande kolczaste sawanny subtropikalne.
Teksas często nawiedzają burze i huragany, a Aleja Tornad obejmuje północną część stanu. Tornada najczęściej mają miejsce od kwietnia do czerwca. Huragan Harvey, który uderzył w wybrzeże Teksasu w 2017 roku wyrządził najdotkliwsze straty materialne w historii Stanów Zjednoczonych.
Teksas znajduje się w dwóch strefach czasowych: UTC-06:00 (większa część stanu) i UTC-07:00 (część zachodnia).

### Miejscowości

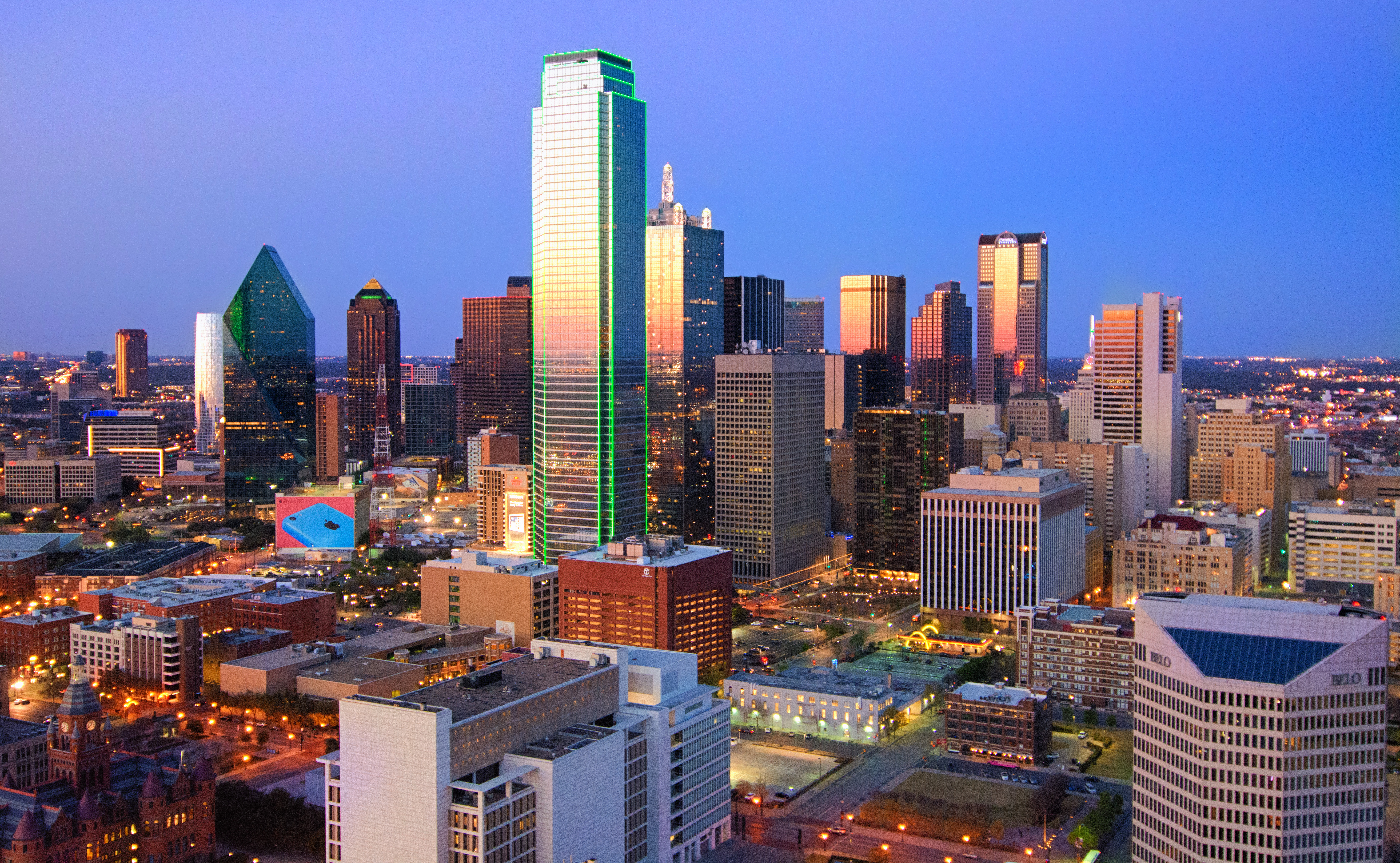
Dallas, 2014

Houston, 2014

Na terenie stanu Teksas znajduje się 1221 miast (city lub town) i wsi (village), w tym 3 o liczbie ludności przekraczającej 1 000 000, 40 powyżej 100 000 mieszkańców, 242 powyżej 10 000 mieszkańców, a 789 powyżej 1000 mieszkańców (2021 r.).
Lista miejscowości zamieszkanych przez 40 000 lub więcej osób (2021 r.):

- Houston (2 288 250)
- San Antonio (1 451 853)
- Dallas (1 288 457)
- Austin (964 177)
- Fort Worth (935 508)
- El Paso (678 415)
- Arlington (392 786)
- Corpus Christi (317 773)
- Plano (288 253)
- Lubbock (260 993)
- Laredo (256 153)
- Irving (254 198)
- Garland (242 035)
- Frisco (210 719)
- McKinney (202 690)
- Amarillo (201 234)
- Grand Prairie (197 347)
- Brownsville (187 831)
- Killeen (156 261)
- Pasadena (148 626)
- Denton (148 146)
- Mesquite (147 691)
- McAllen (143 920)
- Waco (139 594)
- Carrollton (133 251)
- Midland (131 325)
- Pearland (125 990)
- Abilene (125 070)
- Round Rock (123 876)
- College Station (120 019)
- Richardson (116 382)
- League City (115 595)
- Lewisville (112 944)
- Beaumont (112 556)
- Odessa (112 483)
- Sugar Land (109 373)
- Tyler (107 192)
- Allen (106 874)
- Wichita Falls (102 988)
- Edinburg (102 483)
- San Angelo (99 667)
- New Braunfels (98 857)
- Conroe (94 400)
- Bryan (86 866)
- Mission (86 223)
- Temple (85 416)
- Baytown (82 480)
- Longview (81 762)
- Pharr (79 697)
- Cedar Park (78 693)
- Flower Mound (77 243)
- Georgetown (75 420)
- Missouri City (74 850)
- Mansfield (74 368)
- Harlingen (71 925)
- North Richland Hills (70 209)
- San Marcos (68 580)
- Leander (67 124)
- Pflugerville (66 884)
- Victoria (65 377)
- Rowlett (63 671)
- Euless (60 500)
- Wylie (59 394)
- DeSoto (55 729)
- Port Arthur (55 724)
- Texas City (54 247)
- Galveston (53 219)
- Kyle (51 789)
- Burleson (51 618)
- Little Elm (51 042)
- Grapevine (50 872)
- Rockwall (49 669)
- Bedford (49 187)
- Cedar Hill (48 557)
- Huntsville (46 288)
- Haltom City (45 746)
- Keller (45 397)
- The Colony (45 000)
- Sherman (44 873)
- Waxahachie (43 368)
- Schertz (42 622)
- Coppell (42 221)
- Weslaco (41 024)
- Friendswood (41 004)
- Lancaster (40 728)
- Hurst (40 055)

## Demografia

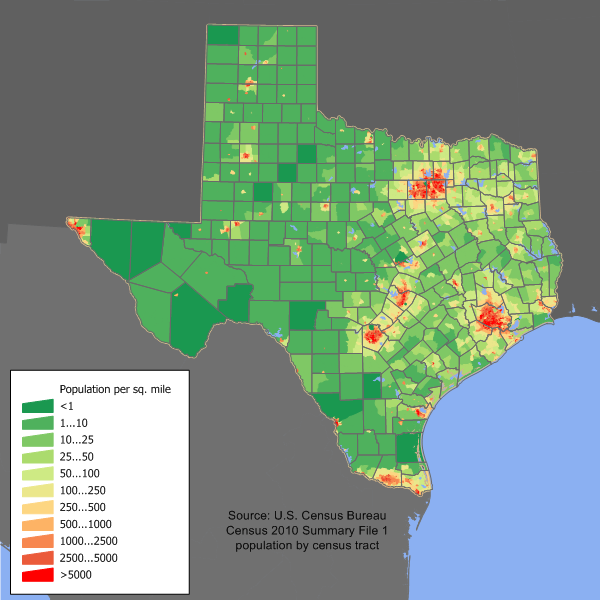
Gęstość zaludnienia w Teksasie

Spis ludności z roku 2020 stwierdza, że stan Teksas liczy 29 145 505 mieszkańców, co oznacza wzrost o 3 999 944 (15,9%) w porównaniu z poprzednim spisem z roku 2010. Dzieci poniżej piątego roku życia stanowią 6,9% populacji, 25,5% mieszkańców nie ukończyło jeszcze osiemnastego roku życia, a 12,9% to osoby mające 65 i więcej lat. 50,3% ludności stanu stanowią kobiety.
Od 2000 do 2022 r. stan zyskał 9,1 mln mieszkańców, więcej niż jakikolwiek inny stan i prawie 3 mln więcej niż druga pod względem liczbowego wzrostu Floryda.
Chociaż stan odnotował znaczny wzrost ludności w ciągu ostatnich kilku dziesięcioleci, wzrost ten nie był równomiernie rozłożony w całym stanie. W ciągu XX i XXI wieku wzrost miał miejsce przede wszystkim w największych aglomeracjach i otaczających je hrabstwach. Populacja w Teksasie staje się coraz bardziej miejska i zróżnicowana. W 2010 roku 84,7% populacji Teksasu mieszkało na obszarach miejskich. Obszary metropolitalne Teksasu należą do najszybciej rozwijających się w kraju. Mimo to, Teksas ma największą populację wiejską w kraju.

### Język
W 2010 roku najpowszechniej używanymi językami są:
- język angielski – 65,8%,
- język hiszpański – 29,21%,
- język wietnamski – 0,75%.

### Rasy i pochodzenie
Według danych pięcioletnich z 2022 roku, 59,1% mieszkańców stanowi ludność biała (40,1% nie licząc Latynosów), 15,1% było rasy mieszanej, 12,1% to czarnoskórzy Amerykanie lub Afroamerykanie, 5,2% to Azjaci, 0,6% to rdzenna ludność Ameryki i 0,1% to Hawajczycy i mieszkańcy innych wysp Pacyfiku. Latynosi stanowią 39,9% ludności stanu.
Do największych grup należą osoby pochodzenia meksykańskiego (33%), afroamerykańskiego, niemieckiego (8,3%), angielskiego (7%), irlandzkiego (6%) i „amerykańskiego” (5%). Do innych większych grup należą osoby pochodzenia szkockiego lub szkocko–irlandzkiego (607,2 tys.), włoskiego (542,1 tys.), francuskiego lub francusko–kanadyjskiego (538,2 tys.), hinduskiego (479,5 tys.), afrykańskiego subsaharyjskiego (433 tys.), salwadorskiego (364,8 tys.), polskiego (288,3 tys.), wietnamskiego (282,1 tys.), portorykańskiego (244,7 tys.) i chińskiego (232,7 tys.).
Według rankingu WalletHub z 2024 roku, miasto Houston utrzymuje swoją pozycję nr. 1 najbardziej zróżnicowanego dużego miasta w Ameryce. Miasto wypadło najlepiej w dwóch głównych kategoriach, pod względem różnorodności społeczno-ekonomicznej i kulturowej, zajmując odpowiednio 27. i 31. miejsce spośród wszystkich 501 miast ujętych w badaniu.

### Religia
Struktura religijna w 2014:
- protestanci – 50%:
  - ewangelikalni – 31%,
  - głównego nurtu – 13%,

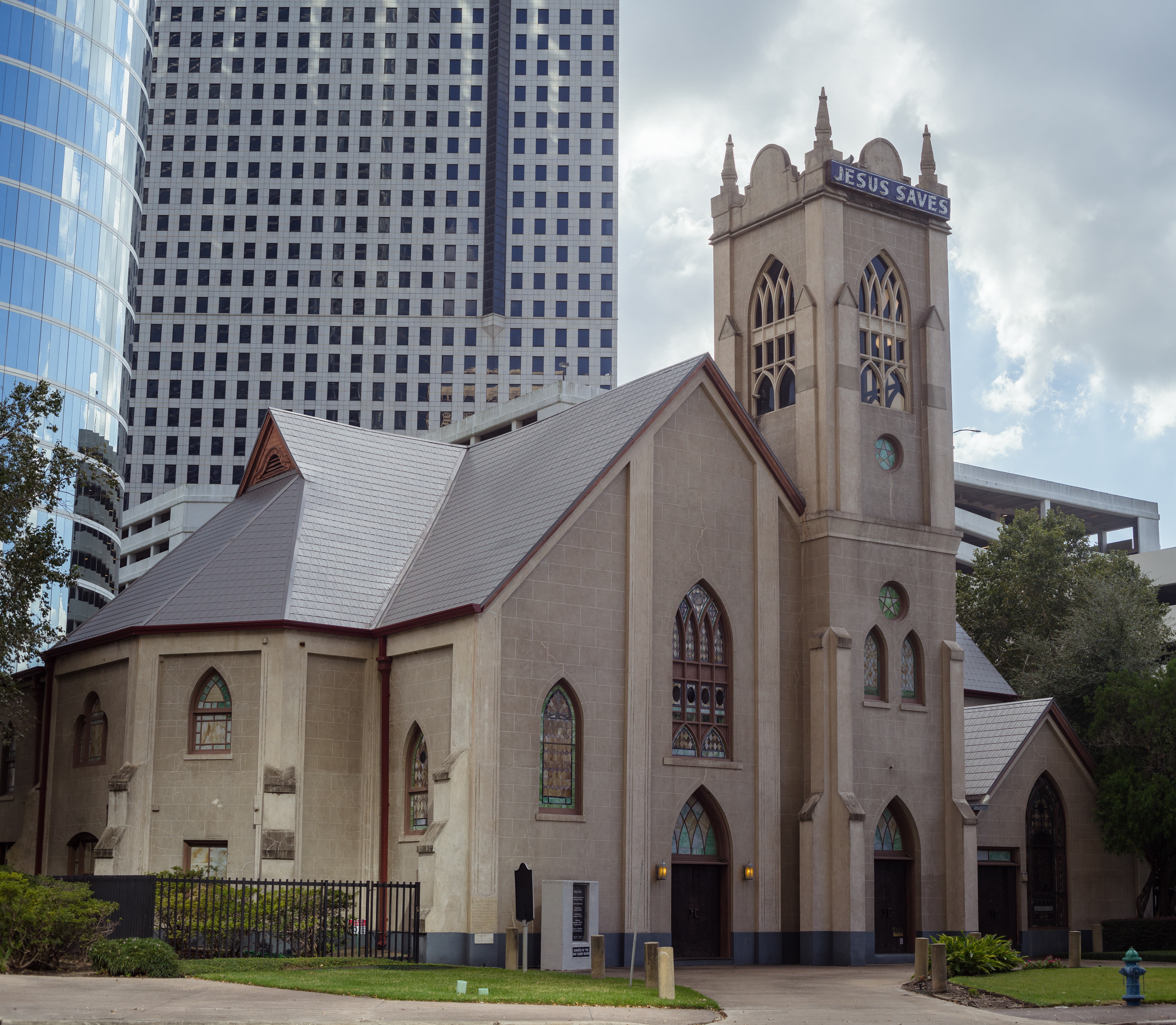
Kościół baptystów w Houston

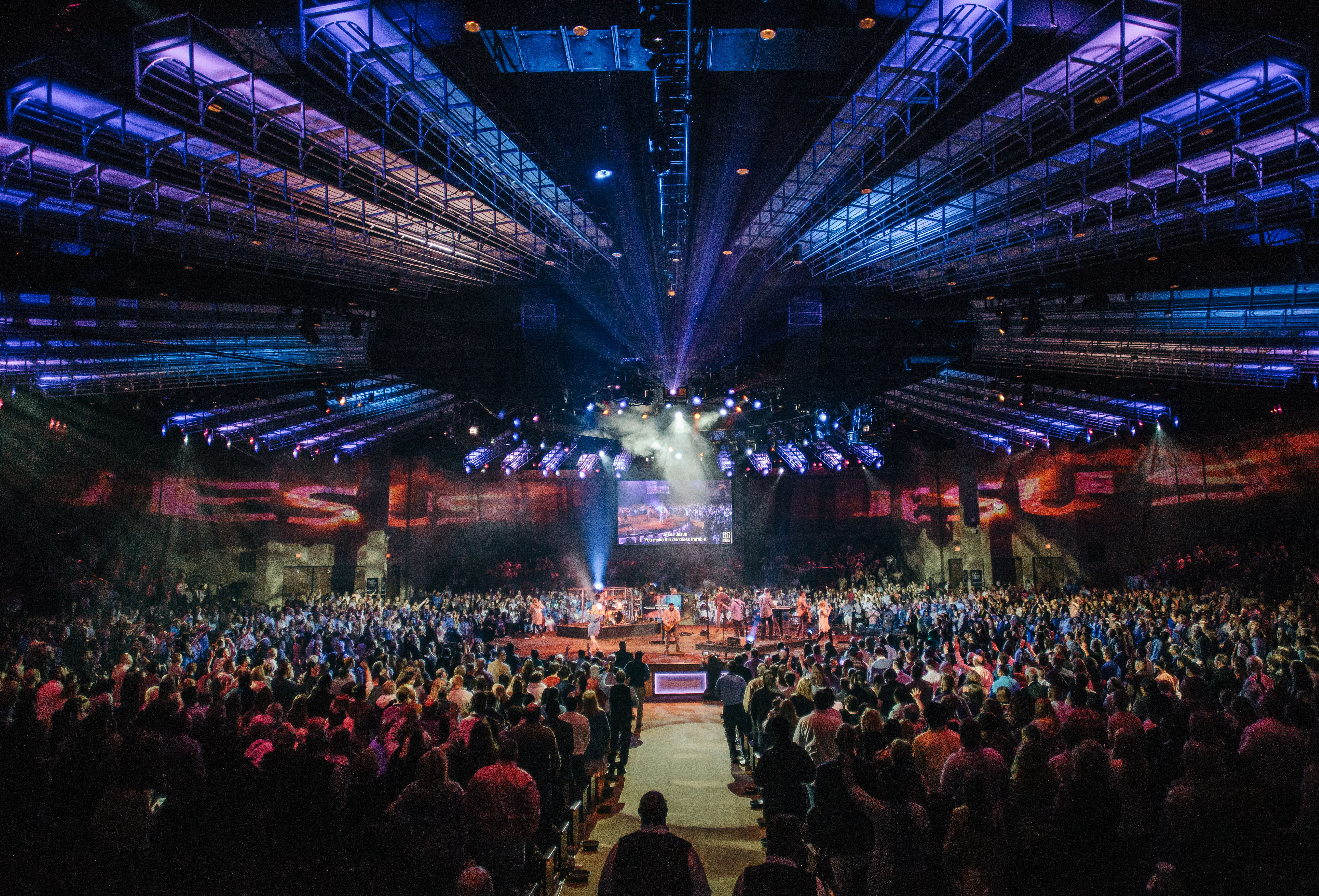
Wnętrze ewangelikalnego megakościoła w Amarillo

  - historycznie czarni protestanci – 6%,
- katolicy – 23%,
- bez religii – 18% (w tym: 3% agnostycy i 2% ateiści),
- pozostałe religie – 9% (w tym: mormoni, świadkowie Jehowy, muzułmanie, hinduiści, żydzi, buddyści, prawosławni, Kościół Jedności, sikhowie, scjentyści, bahaiści, chrystadelfianie, New Age i unitarianie uniwersaliści[24]).

W 2020 roku Kościół katolicki pozostaje największą pojedynczą organizacją religijną w Teksasie. Hrabstwa rzymskokatolickie są przede wszystkim skupione w południowym Teksasie wzdłuż granicy z Meksykiem. Im bardziej na północ, tym większa przewaga protestantów.
Do największych ewangelikalnych kościołów (z ponad 500 tys. członków) należą: Południowa Konwencja Baptystyczna, lokalne kościoły bezdenominacyjne (np. Kościół Lakewood) i Kościoły zielonoświątkowe. Znaczące są także Kościoły Chrystusowe i Narodowa Misyjna Konwencja Baptystyczna Ameryki. Protestantyzm głównego nurtu reprezentowany jest głównie przez Zjednoczony Kościół Metodystyczny, który jest trzecią co do wielkości organizacją religijną w Teksasie.
Teksas ma znaczące społeczności mormonów, świadków Jehowy i muzułmanów, z których każda obejmuje ponad 300 tys. wyznawców (1% populacji). Ponad trzy czwarte muzułmanów i przeszło połowa mormonów zamieszkiwało obszary metropolitalne miast Dallas i Houston.

## Podział administracyjny
Stan dzieli się na 254 hrabstwa.

## Gospodarka
Gospodarka Teksasu jest oficjalnie ósmą co do wielkości gospodarką świata, a jej wartość (produkt krajowy brutto) szacuje się na ponad 2,4 biliona USD. Jest drugą (po Kalifornii) co do wielkości gospodarką w Stanach Zjednoczonych i odpowiada za ponad 9% PKB Stanów Zjednoczonych. Największy udział w PKB Teksasu mają branża energetyczna (przemysł wydobywczy), produkcja, finanse, budownictwo i usługi profesjonalne. Roczny wzrost PKB w 2023 roku wyniósł 5,7%, co było drugim wynikiem w Stanach Zjednoczonych, po Dakocie Północnej (średnia dla wszystkich stanów w 2023 roku wyniosła 2,5%). Dochód Teksasu na mieszkańca (według Biura Analiz Ekonomicznych) wyniósł 65 422 dolarów w 2023 r., co plasuje go na 23. miejscu wśród stanów. Było to poniżej średniej krajowej wynoszącej 68 531 dolarów.
Teksas od 2002 roku prowadzi w Stanach Zjednoczonych pod względem przychodów z eksportu. W 2022 roku stan Teksas wyeksportował towary o wartości 485,6 mld dolarów, wartość ta niemal dorównywała łącznej kwocie czterech następnych stanów: Kalifornii, Luizjany, Nowego Jorku i Illinois.

### Rolnictwo

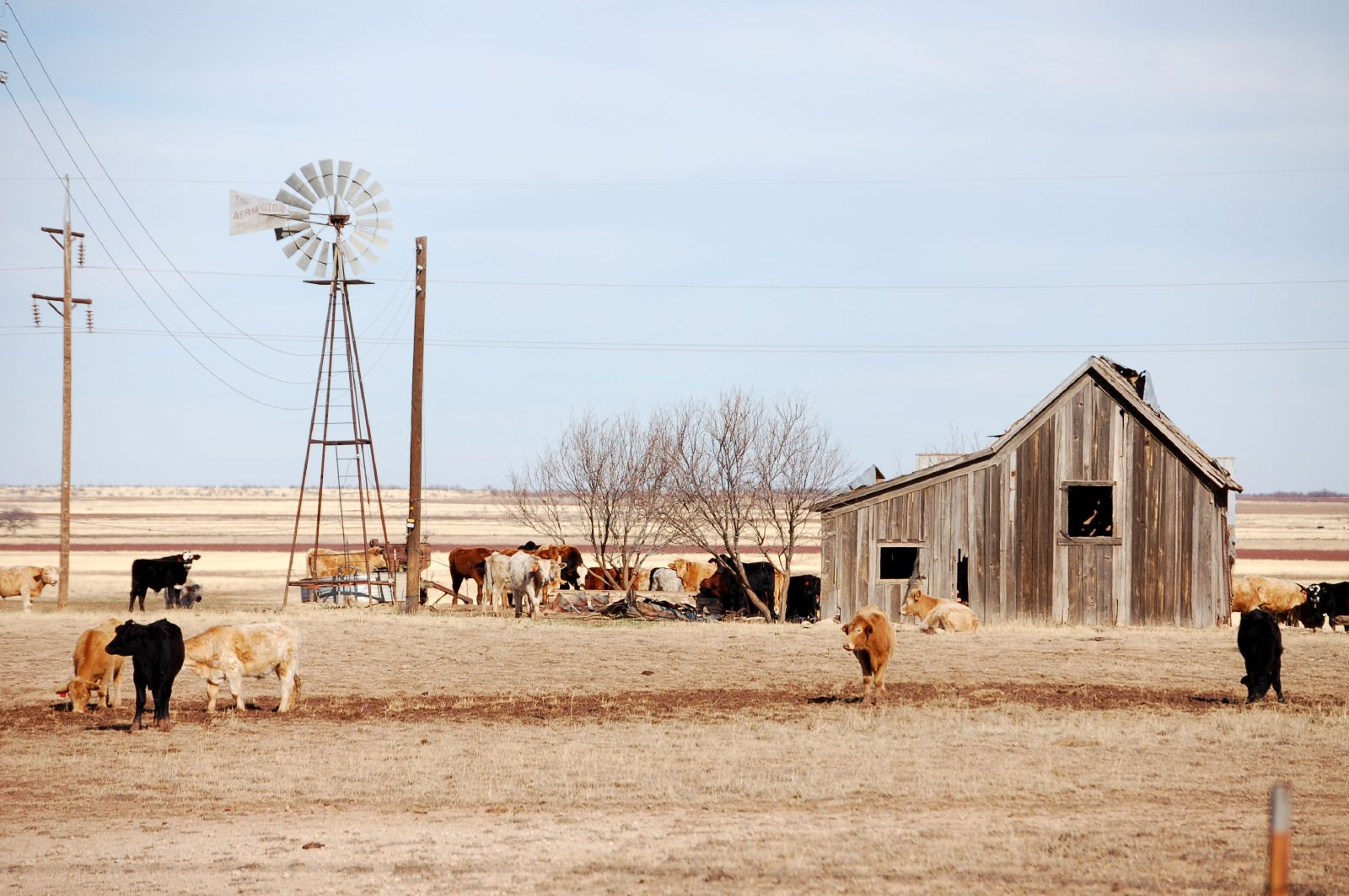
Tradycyjny przemysł Teksasu opierał się na rolnictwie i hodowli zwierząt

Podstawą gospodarki jest wysokotowarowe rolnictwo. W Teksasie dominują wielkie gospodarstwa o pow. powyżej 1000 ha. Teksas zajmuje pierwsze miejsce w USA pod względem pogłowia bydła, owiec, koni, oraz produkcji bawełny i sorgo. Dodatkowo już od pierwszej połowy XIX w. na rozległych plantacjach uprawia się także pszenicę, ryż, kukurydzę i orzeszki ziemne. Teksas jest czołowym producentem arbuzów i zajmuje drugie miejsce pod względem produkcji marchwi i dyni. Jest także głównym producentem grejpfrutów, pomarańczy, papryki, kapusty, ogórków, grzybów i szpinaku.
W całym stanie hoduje się ponad milion zwierząt egzotycznych, należących do 125 różnych gatunków. Branża przynosi 2 miliardy dolarów dochodu rocznie.
Rozwinięte rybołówstwo, w tym największa liczba zawodów wędkarskich w kraju. Do najczęściej łowionych ryb należą: bass wielkogębowy, flądra, skalnik prążkowany, niszczuka krokodyla, tuńczyk żółtopłetwy, lucjan czerwony i sumy.

### Przemysł i energia

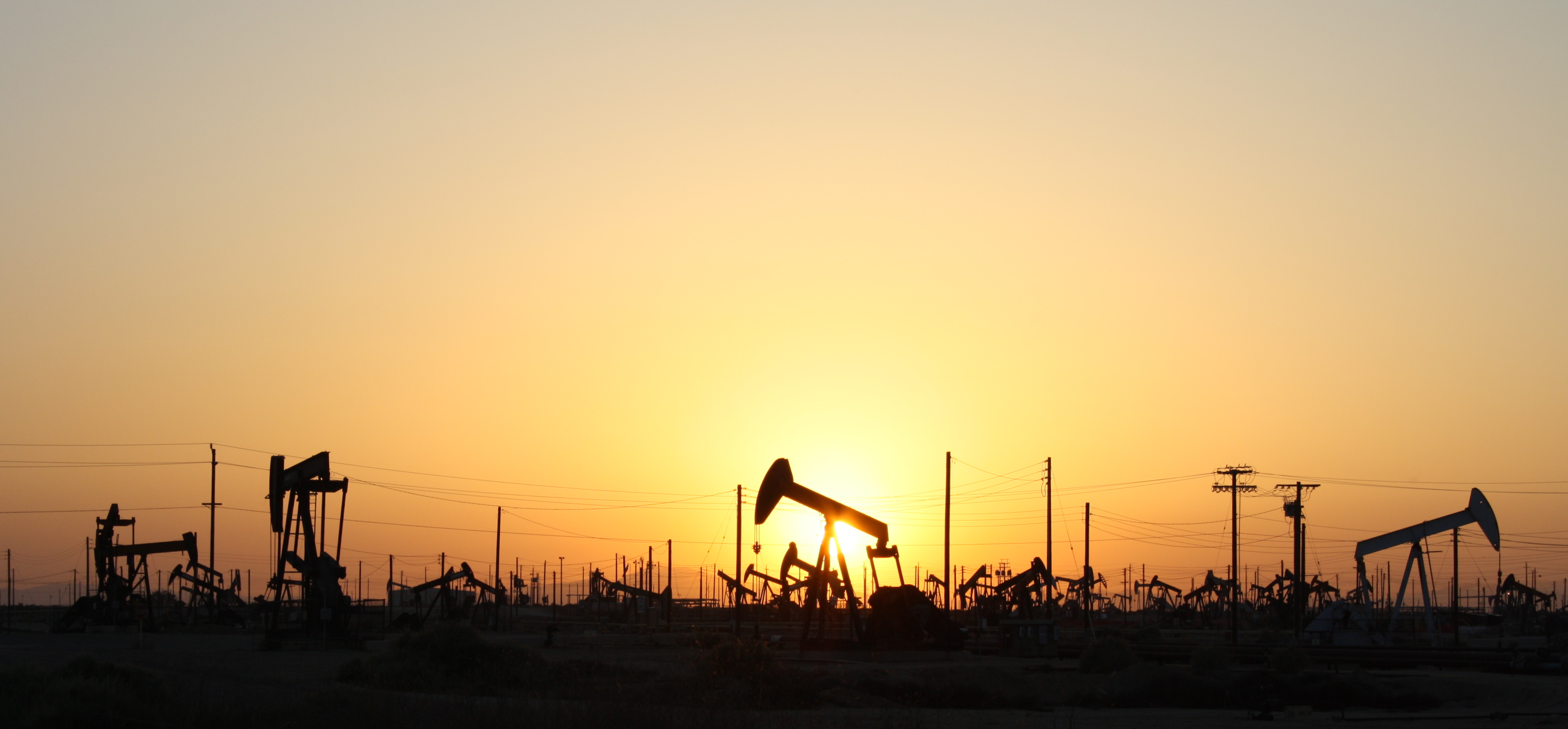
Pompy na polu naftowym w pobliżu Midland

Teksas jest największym producentem energii elektrycznej w Stanach Zjednoczonych. Na terenie stanu licznie występują złoża surowców mineralnych m.in. 30% krajowego wydobycia ropy naftowej i gazu ziemnego, 50% siarki, ponadto wydobywa się grafit, gips, sól kamienna, baryt, rudy żelaza, magnezyty.
Teksas jest liderem w produkcji energii elektrycznej z wiatru, wytwarzając prawie trzy dziesiąte całości energii wiatrowej USA. Stan ten zajmuje też drugie miejsce w kraju pod względem produkcji węgla brunatnego.
Teksas posiada wysoko rozwinięty przemysł maszynowy, lotniczy, zbrojeniowy, samochodowy, petrochemiczny, rafineryjny, chemiczny, elektrotechniczny, elektroniczny, odzieżowy. Houston to jeden z największych na świecie ośrodków przemysłu naftowego. W stanie dzięki niskim podatkom mają swe siedziby liczne przedsiębiorstwa między innymi: AT&T, American Airlines, Continental Airlines, Dell, ExxonMobil, Frito-Lay.
W Houston znajduje się także jeden z głównych ośrodków NASA.

### Transport
Teksas posiada dobrze rozwiniętą komunikację morską m.in. port w Houston i w Corpus Christi. Równie dobrze rozwinięta jest komunikacja lotnicza m.in. Port lotniczy Dallas-Fort Worth.
Stan przeplata wiele autostrad i dróg, a także liczne rurociągi i gazociągi. Teksas przeplata 16 autostrad międzystanowych o łącznej długości 3233 mil (w tym najdłuższa Interstate 10). System autostrad międzystanowych jest największy w kraju. Teksas ma zdecydowanie najwięcej mil dróg, bo aż 686 533 (całkowitej długości pasów ruchu).

## Polityka
Gubernatorem stanu obecnie jest republikanin Greg Abbott. W senacie stan reprezentują republikanie John Cornyn i Ted Cruz, a w izbie reprezentantów 23 republikanów i 9 demokratów.
Stan ma legislaturę składającą się z Senatu i Izby Reprezentantów. Senat składa się 31 senatorów: 19 republikanów i 12 demokratów. Izba reprezentantów składa się ze 150 członków: 95 republikanów i 55 demokratów.
Ze stanu pochodzi trzech prezydentów: Lyndon Baines Johnson, George H.W. Bush, George Walker Bush.

### Prawo
W teksańskim prawodawstwie figuruje kara śmierci. Teksas słynie z najsurowszego prawa w Stanach Zjednoczonych. Obowiązuje tam prawniczy system common law oparty na prawie precedensowym. W stanie obowiązuje daleko idące prawo do posiadania broni palnej i prawo własności. m.in. można zabić osobę, która wtargnęła na prywatną posesję. Teksas był jednym z ostatnich stanów, w których obowiązywały tzw. sodomy law – „prawa o sodomii”, które zabraniały stosunków homoseksualnych. Zniesione zostały one w 2003 roku.

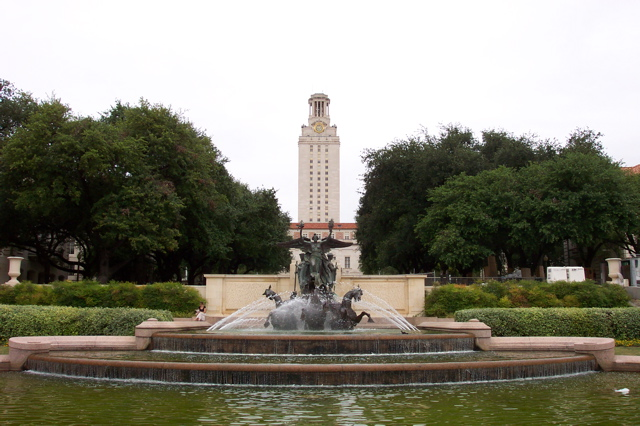
Uniwersytet Teksański w Austin

## Uczelnie
- Dallas Theological Seminary
- Uniwersytet Teksański w Austin
- Texas Tech University
- Texas A&M University
- Lamar University of Technology